# 장용흥
장용흥(1993년 11월 12일 ~)은 대한민국의 럭비 선수다.

## 학력
- 부산남고등학교
- 부산체육고등학교 졸업
- 연세대학교 학사

## 방송
- 피지컬: 100 시즌 2 - 언더그라운드 (2024) - Top20

## 수상
- 제19회 항저우 아시안게임 남자 럭비 7인제 은메달 (2022)
- 제18회 자카르타-팔렘방 아시안게임 남자 럭비 7인제 동메달 (2018)

## 경력
- 제19회 항저우 아시안게임 럭비 국가대표 (2023)
- 제32회 도쿄 올림픽 럭비 국가대표 (2021)
- NTT 커뮤니케이션즈 샤이닝 아크스 국군체육부대 럭비팀 (2019 ~)
- 제18회 자카르타-팔렘방 아시안게임 럭비 국가대표 (2018)